# Wasserstraßenkreuz Minden

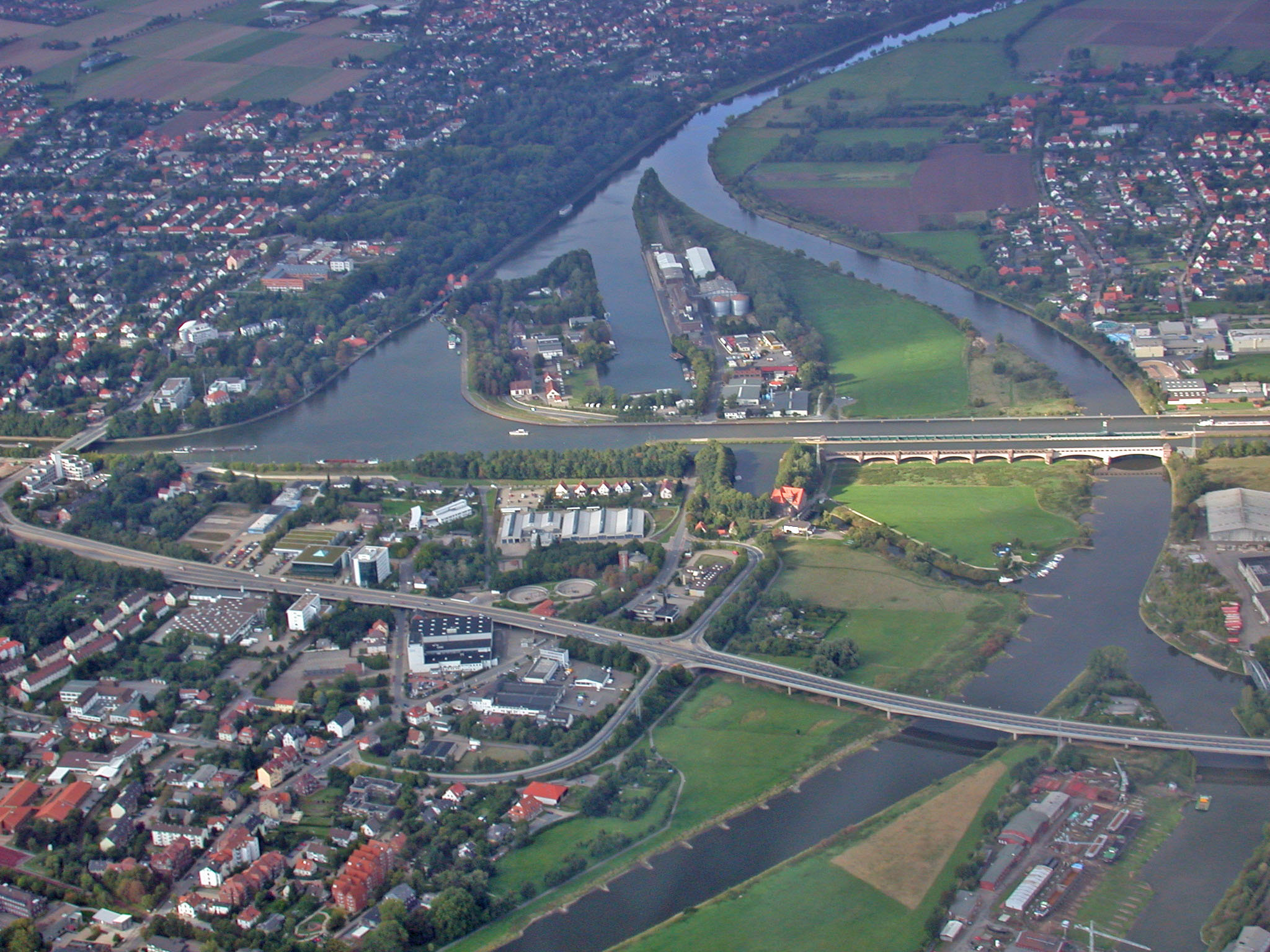
Das Wasserstraßenkreuz Minden

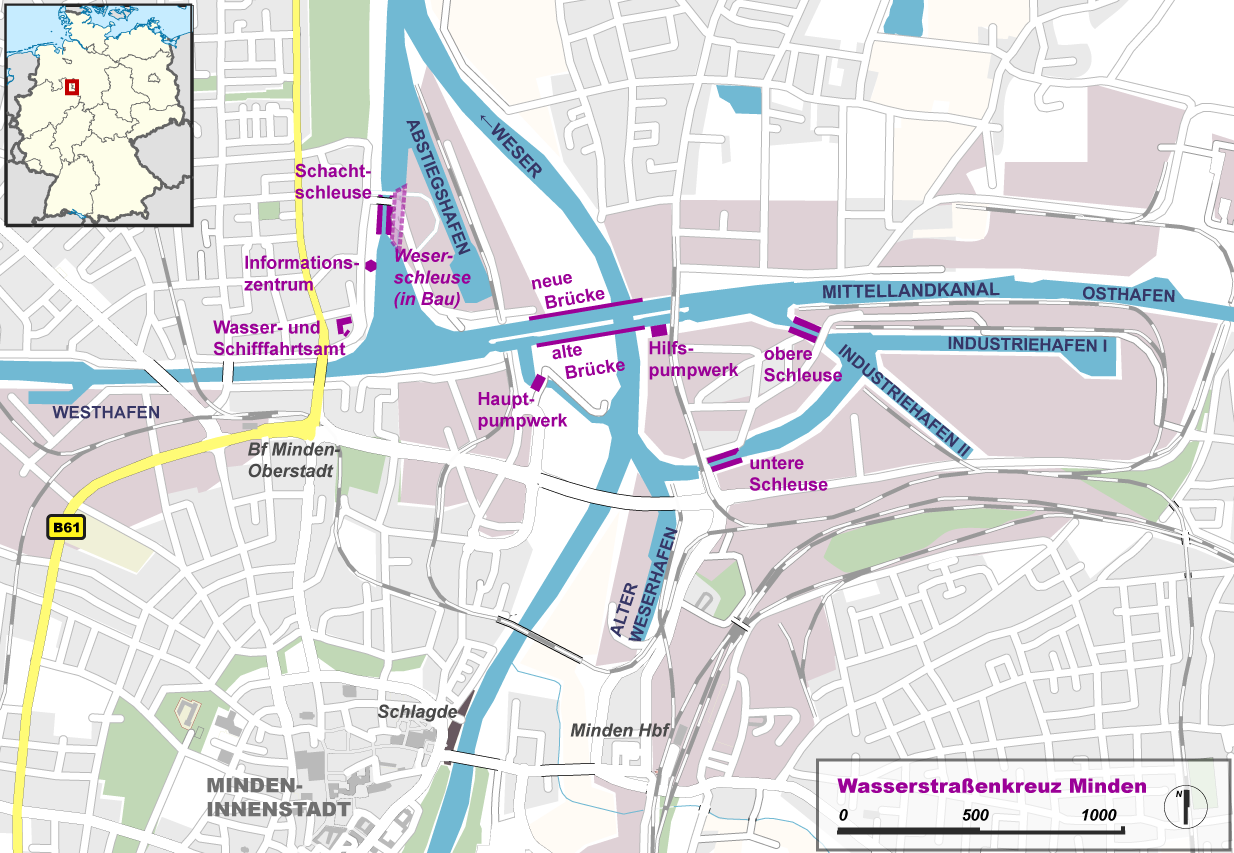
Wasserstraßenkreuz Minden
Industrie- und Hafenflächen
Zentrale Bauwerke des Wasserstraßenkreuzes
Wohn- und Gewerbebebauung

Am Wasserstraßenkreuz Minden wird der Mittellandkanal am Nordostrand der Stadt Minden in Nordrhein-Westfalen in fast 400 Meter langen Trogbrücken über die Weser geführt. Der Kanalspiegel befindet sich etwa 13 Meter über dem der Weser. Dem Kanal wird dadurch der Ab- und Aufstieg zum/vom Wesertalboden erspart. Das Wasserstraßenkreuz befindet sich innerhalb eines 174 km langen Schleusen-freien Abschnitts des Kanals. An die Weser ist der Kanal über zwei kurze Verbindungskanäle mit Schleusen (davon die Sparschleusen Schachtschleuse Minden und Weserschleuse Minden) angeschlossen.
Für Mittellandkanal, Weser und die beiden Verbindungskanäle ist das Wasserstraßen- und Schifffahrtsamt Mittellandkanal / Elbe-Seitenkanal zuständig.
Außer in Minden gibt es – ebenfalls im Mittellandkanal – das Wasserstraßenkreuz Magdeburg mit auch einer Trogbrücke. Beide sind die einzigen Wasserstraßenkreuze in Deutschland. Überbrückungen von Wasserläufen mit meistens einer Trogbrücke sind häufig, werden aber, wenn der überbrückte Wasserlauf nicht schiffbar ist (z. B.  die Leine bei Seelze durch den Mittellandkanal), nicht als Wasserstraßenkreuze bezeichnet.

## Geschichte
Der preußische Staat sah Ende des 19. Jahrhunderts die Notwendigkeit, eine Wasserstraßenverbindung zwischen Rhein, Weser und Elbe und damit eine West-Ost-Wasserstraße nördlich der Mittelgebirge zu schaffen. Ministerialdirektor und Wasserbauingenieur Leo Sympher wurde beauftragt, die Planungen zu übernehmen. Daraus folgend wurde am 1. April 1905 das Gesetz zum Bau des Mittellandkanals unter dem damaligen Namen „Rhein-Weser-Kanal“ vom Dortmund-Ems-Kanal im Westen bis Hannover im Osten beschlossen. Der Bau wurde trotz erheblicher Schwierigkeiten im Ersten Weltkrieg bis 1916 abgeschlossen. Am 5. Dezember 1920 wurde die Fortsetzung des Kanals nach Osten bis zur Elbe beschlossen. Neben der wirtschaftlich nötigen Binnenwasserstraße spielten bei Planung und Bau zunehmend auch die Beschaffung von Arbeit in wirtschaftlich schwierigem Umfeld eine Rolle. Leo Sympher schied zu diesem Zeitpunkt aus dem aktiven Dienst aus.
Die 1915 eröffnete erste Brücke wurde 1998 durch eine zweite Brücke mit größerem Profil ergänzt, um den neuen größeren Großmotorschiffen die Passage zu ermöglichen. Die alte Brücke wird ab diesem Zeitpunkt nur noch von Sportbooten benutzt. Der Verkehr der Berufsschifffahrt findet nur noch über die neue Brücke statt. Die Stadt Minden hat die alte Kanalbrücke 1987 in ihre Denkmalliste als stadtbildprägendes Denkmal eingetragen.

## Geographie

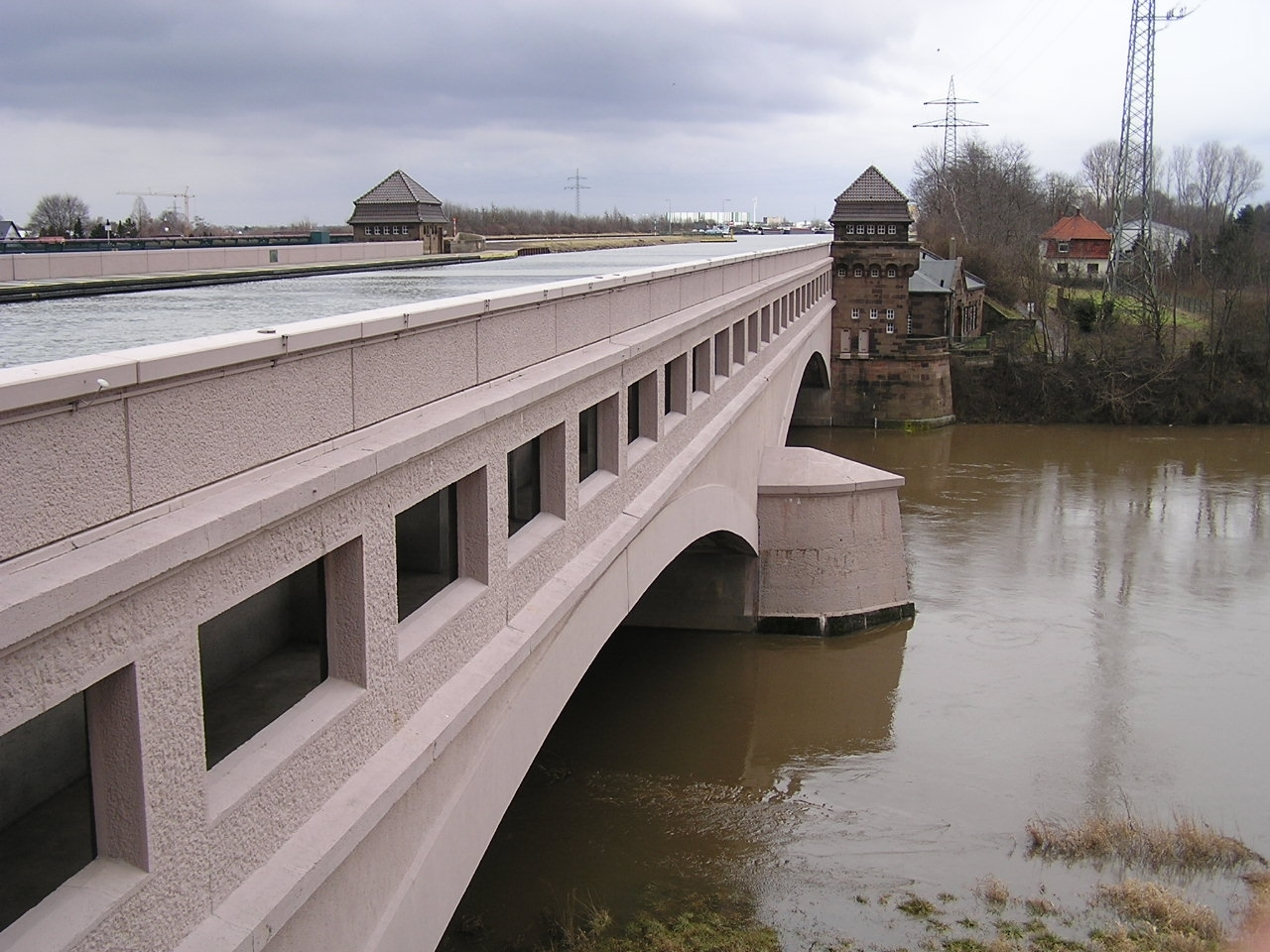
Der Mittellandkanal kreuzt die Weser

Da die Westhaltung des Mittellandkanals zwischen dem Dortmund-Ems-Kanal bei Bergeshövede und der Schleuse Anderten in Hannover eine gleichbleibende Wasserspiegelhöhe besitzt, musste die 174 km lange schleusenlose Strecke über alle Geländeunebenheiten ausgleichend hinweg geführt werden. Dies gelang im Normalfall durch Dammbau und Einschnitte in die Landschaft. Lediglich das Wesertal bei Minden und das Leinetal bei Seelze erforderten eine erweiterte Baukonstruktion. Zudem musste in Minden die Überführung einer Wasserstraße über eine andere Wasserstraße und die Verbindung derselben untereinander ermöglicht werden. In Minden wird der Mittellandkanal deshalb in Trogbrücken über die Weser geführt. Das Profil der Brücken entspricht dem Rechteckprofil des Kanals. Der Wasserspiegel des Kanals liegt rund 13 m über dem Weserwasserspiegel und etwa 10 m über dem Gelände.

## Bauwerk Brücke
Die Brücken des Wasserstraßenkreuz Minden überspannen das eigentliche Wesertal und ermöglichen so den gleichbleibenden Wasserspiegel des Mittellandkanals über die Eintalung hinweg. Die zunächst gebaute alte Brücke ist inzwischen durch eine neue Brücke ersetzt worden und wird nur noch für die Sportschifffahrt benutzt. Der Dienstweg kann weiterhin durch Personen und Radfahrer benutzt werden.

### Alte Brücke

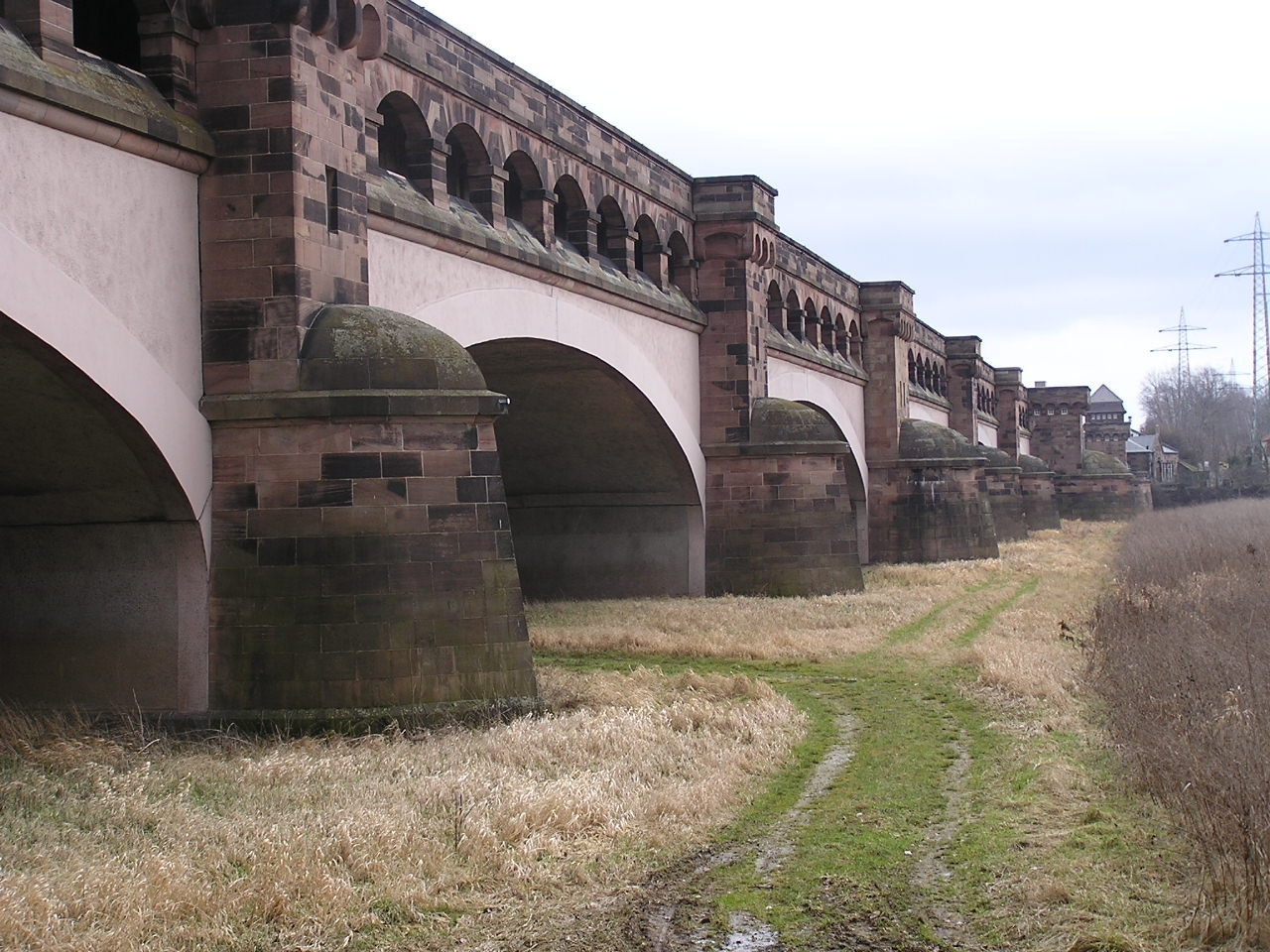
Die alte Kanalbrücke

Die  Alte Kanalbrücke wurde 1914 unter Leitung der Ingenieure Heinrich Küster und Gereke fertiggestellt. Die Brücke ist 370 m lang und in massiver Bauweise in Beton erstellt. Die Schiffe fahren in einem Trog über die Weser, der eine  Wasserspiegelbreite von 24 m und eine Wassertiefe von 3 m hat. Seitlich wird der Trog durch einen Betriebsweg ergänzt, der in den Seitenteilen der Brücke aufgelegt ist.
Die Kanalbrücke überspannt die Weser mit zwei Strombögen. Die Schifffahrt auf der Weser nutzt den östlichen der beiden Bögen. Für den Hochwasserabfluss stehen sechs weitere Bögen zur Verfügung, so dass es dort auch bei extremem Hochwasser zu keinem Wasserstau kommen kann. Die Brückenlager am Ufer werden durch quadratische Türme flankiert, die ein Treppenhaus enthalten.
Während des Zweiten Weltkrieges wurde am 4. April 1945 die Brücke von den aufs östliche Ufer zurückweichenden deutschen Truppen gesprengt. Dadurch stürzten die beiden Strombögen in die Weser, und der Hauptpfeiler wurde beschädigt. Die Weser wurde aufgrund der im Wasser liegenden Trümmer aufgestaut und floss durch die Flutbögen. Um diesen Wasserdruck zu kanalisieren und eine Notdurchfahrt für die Weserschifffahrt zu ermöglichen, wurde ein Umflutkanal durch die westlich vorgelagerten, stehen gebliebenen Flutbögen gegraben. Dadurch wurde es möglich, den Schiffsverkehr auf der Weser wiederherzustellen. Die zerstörte Brücke wurde 1947–49 in Stahlbeton wieder aufgebaut. Am 18. Februar 1949 wurde die wieder instand gesetzte Kanalbrücke über die Weser dem Verkehr erneut übergeben. Reste des Umflutkanals wurden jahrzehntelang als Marina genutzt.

### Neue Brücke

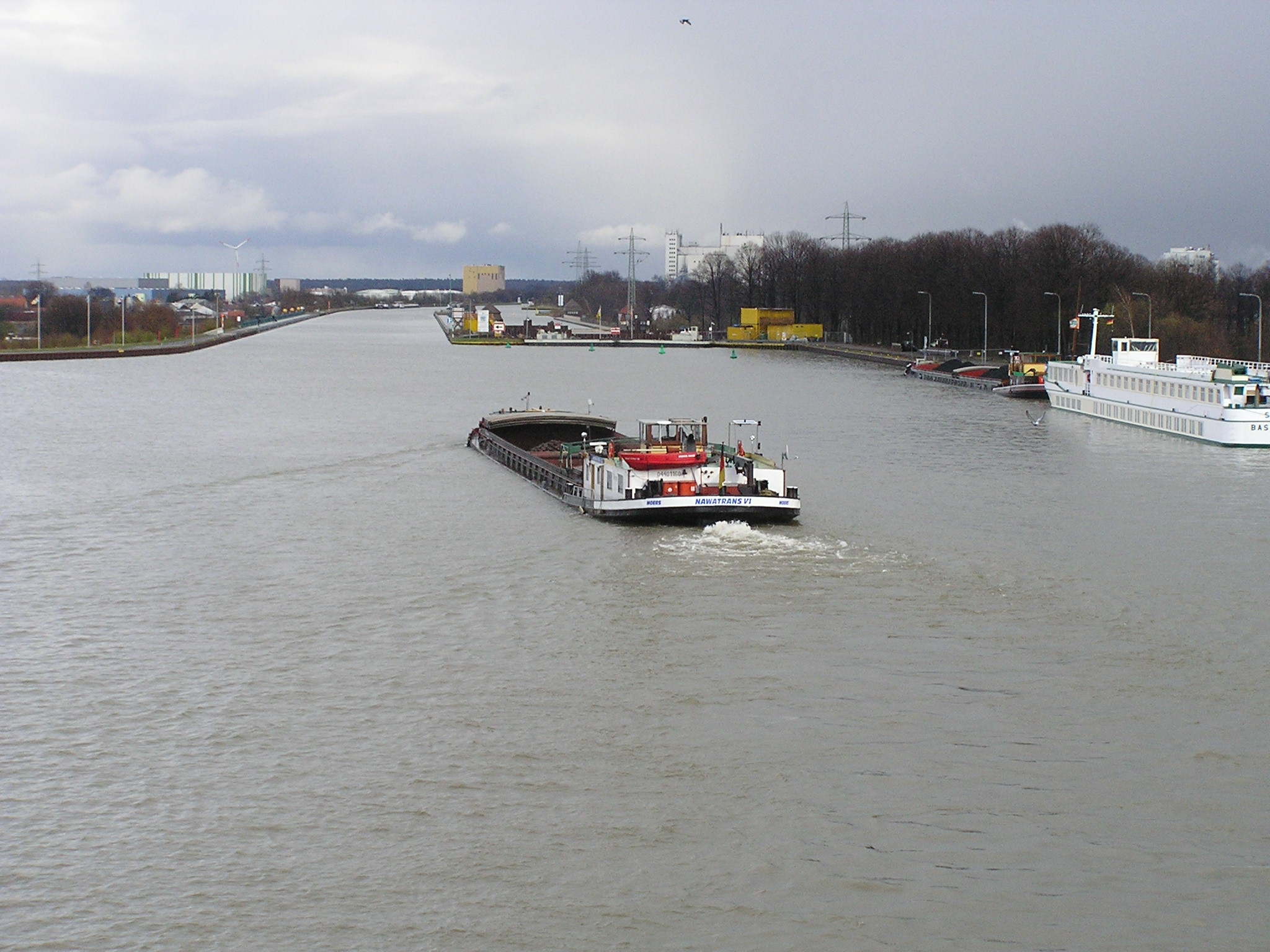
Blick auf (im Hintergrund) die neue (links) und alte Kanalbrücke (rechts) über die Weser

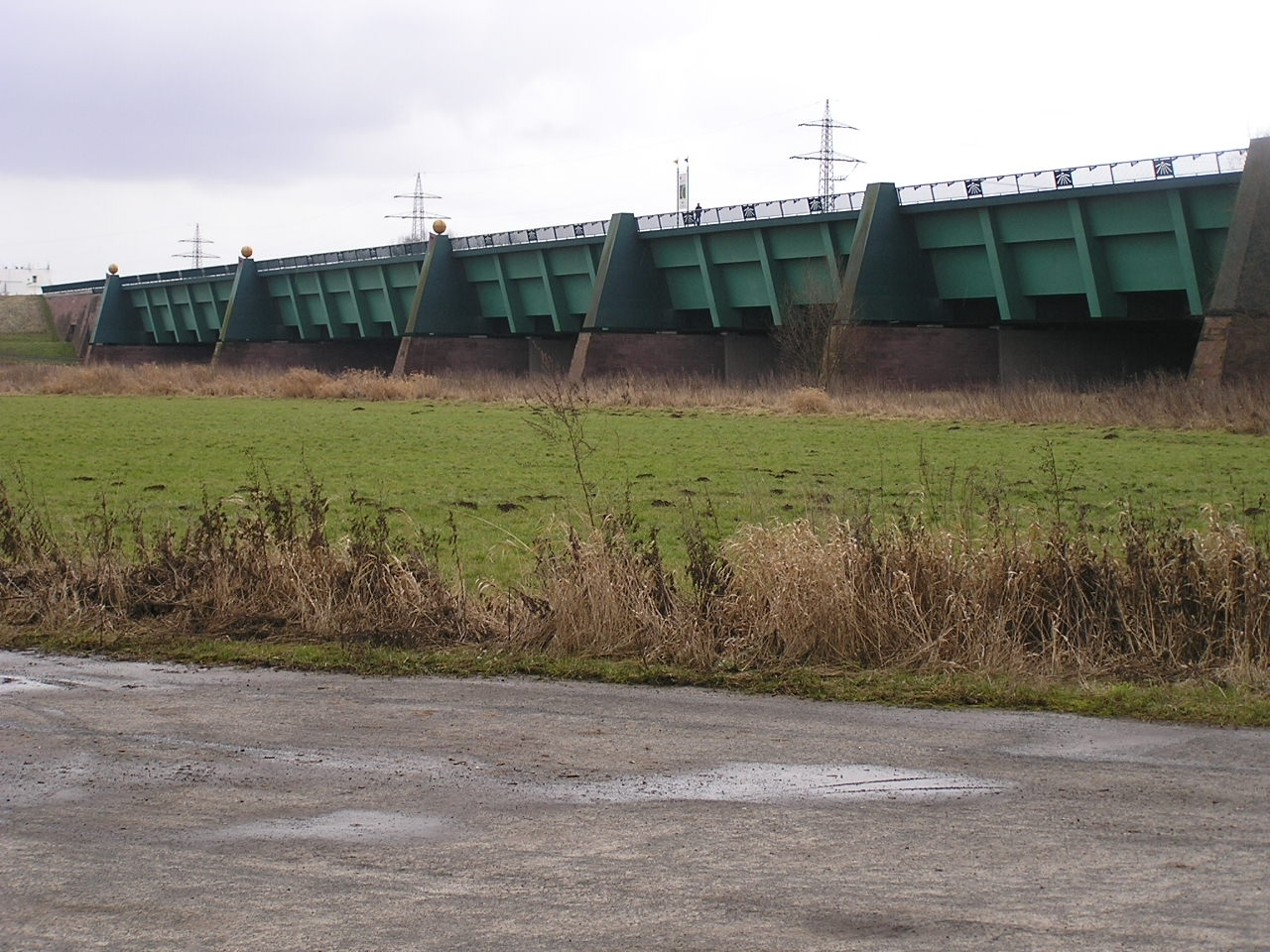
Die neue Kanalbrücke, Blick von Norden

Da die alte Kanalbrücke keine ausreichenden Abmessungen für einen Verkehr von Großmotorgüterschiffen besitzt, wurde als Teil des Mittellandkanalausbaus ab Oktober 1993 im Zuge einer sogenannten Zweiten Fahrt über die Weser eine neue Kanalbrücke gebaut. Die Abmessungen der neuen Brücke wurden durch die erforderlichen Querabschnittsabmessungen des Brückentroges von 42 m Wasserspiegelbreite und 4 m Wassertiefe und der Einhaltung eines Lichtraumprofils für die Weserschifffahrt (30 m Breite, 4,50 m Durchfahrtshöhe) bestimmt. Damit können Schiffe mit einem Meter mehr Tiefgang die Brücke passieren und sich auch begegnen.
Die neue Kanalbrücke wurde nördlich der alten Brücke mit einem Achsabstand von 50 m errichtet. Die Pfeiler der neuen Kanalbrücke stehen in der Flucht der Pfeiler der alten Brücke, um einen ungehinderten Hochwasserabfluss der Weser zu gewährleisten.
Für den Überbau wurde ein rechteckiger, stählerner Kanaltrog von 341 m Länge gewählt. Er überbrückt die sechs Flutöffnungen mit Stützweiten von je 36,50 m und die zwei Stromöffnungen mit Stützweiten von je 54,44 m. Die Gesamtlänge des Bauwerks beträgt 398 m.
Die Stahlkonstruktion mit der Masse von 7800 t wurde im Herstellerwerk in 234 Teilen vorgefertigt. Die insgesamt 18 Schüsse wurden in je 13 Teilen überwiegend per Binnenschiff zur Baustelle angeliefert, auf einer Montageplattform ausgerichtet und verschweißt und im Taktschiebeverfahren von Westen nach Osten eingebaut. Die Baukosten betrugen rund 85 Millionen DM. Eröffnet wurde die Brücke am 25. August 1998 durch den damaligen Bundesverkehrsminister Matthias Wissmann.

## Verbindungskanal Nord zur Weser

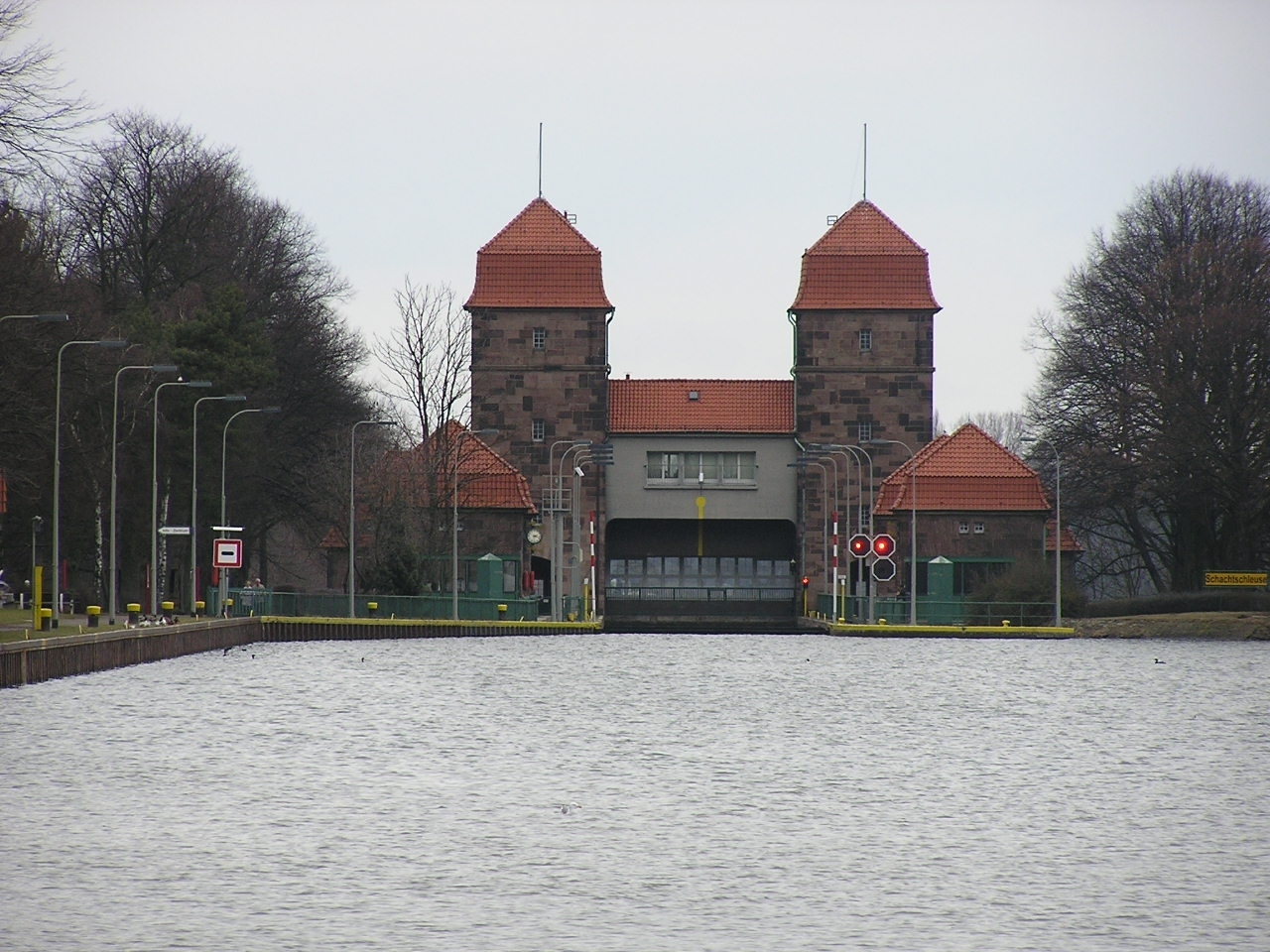
Blick vom Mittellandkanal auf die Schachtschleuse im Verbindungskanal

Der Verbindungskanal Nord zur Weser (VKN) (Nordabstieg) am Wasserstraßenkreuz Minden stellt westlich der Kanalbrücke die kürzeste Verbindung zwischen dem Mittellandkanal bei km 101,6 und dem linken Ufer der Weser bei km 206,3 her. Er ist 1,2 km lang und enthält 2 parallele Schleusen. Von seinem Unterwasser zweigt der Abstiegshafen, an dessen Ende sich der Bauhafen befindet, ab. Er zählt zur Wasserstraßenklasse IV.

### Schachtschleuse Minden
Die Schachtschleuse überwindet den Höhenunterschied von etwa 13 m zwischen Mittellandkanal und Weser. Sie wurde in den Jahren 1911–1914 mit einer nutzbaren Kammerlänge von 82 m und einer Breite von 10 m als massives Bauwerk errichtet.
Um den Wasserverbrauch möglichst gering zu halten, wurden beidseitig der Schleusenkammer in vier Ebenen übereinander 16 geschlossene Sparbecken angeordnet. Diese Sparbecken können 7.300 m³ des Wassers aus der Schleusenkammer aufnehmen. Beim Abwärtsschleusen werden 4.000 m³ zur Weser abgelassen; beim Aufwärtsschleusen müssen diese 4.000 m³ dem Kanal entnommen werden. Bei den wechselnden Wasserständen der Weser beträgt die Fallhöhe der Schleuse maximal 13,20 m. Die Füllung oder Entleerung der Kammer dauert im Mittel sieben Minuten. Das Untertor der Schleuse ist ein Hubtor. Es besitzt ein Gewicht von 63 t und ist als geschweißte Stahlkonstruktion ausgebildet. Die Gegengewichte des Tores befinden sich in den charakteristischen Hubtürmen am Unterhaupt der Schleuse. Das Obertor ist ein Klapptor und als genietete Stahlkonstruktion ausgebildet.
In den Jahren 1988/89 erfolgte nach einer Betriebszeit von mehr als 70 Jahren eine Grundinstandsetzung der Schachtschleuse. Hierbei erfolgte unter anderem die Neugestaltung des Oberhauptdrempels, wodurch die Nutzlänge der Schleusenkammer auf 85 m vergrößert wurde. Damit können Europaschiffe die Schleuse nutzen. Die Bauausgaben für die Grundinstandsetzung betrugen 10,4 Millionen DM.

### Weserschleuse Minden
Im Rahmen der Ausbaupläne der Mittelweser auf die neue Größenklasse Großmotorgüterschiffe (Länge 110 m) soll auch der Nordabstieg an diese Schiffsgröße angepasst werden. Dazu wird die Schachtschleuse durch die östlich parallele Weserschleuse Minden ergänzt bzw. durch diese dann später ersetzt werden. 2009 begannen die Bauarbeiten für die neue Schleuse. Nach ersten Planungen sollte die 139 m lange und 12,50 m breite Schleuse 2015 fertiggestellt werden, der Bau verzögerte sich dann bis ins Jahr 2017. Nach einem halben Jahr Probebetrieb wurde die Schleuse im Frühjahr 2017 dem Betrieb übergeben.
Für eine Schleusung verbraucht die Weserschleuse 25.000 m³ Wasser, der Wasserverbrauch soll durch offene Sparbecken um mehr als 60 Prozent gesenkt werden.
Die zu Beginn des 20. Jahrhunderts errichtete Schachtschleuse soll nach Eröffnung der Weserschleuse vorerst weiter betrieben werden, da sie wegen ihrer geringeren Größe auch einen geringeren Wasserverbrauch hat, und somit wirtschaftlicher zu betreiben ist.

## Verbindungskanal Süd zur Weser
Der 1,3 km lange Verbindungskanal Süd zur Weser (VKS) (Südabstieg) stellt auf dem rechten Weserufer mit zwei Schleusen ebenfalls eine Verbindung zwischen Mittellandkanal bei km 102,9 und Weser bei km 204,5 her. Er zählt zur Wasserstraßenklasse IV. Zwischen den beiden Schleusen liegt der Industriehafen Minden und im Einmündungsgebiet zur Weser der Alte Weserhafen mit der inzwischen wirtschaftlich aufgegebenen Weserwerft.

### Obere Schleuse
Gleichzeitig (1911–1914) mit der Schachtschleuse und der alten Kanalbrücke wurde die Obere Schleuse bei VKS-km 0,2 errichtet. Sie hat eine nutzbare Kammerlänge von 82 m und eine Kammerbreite von 10 m. Der Höhenunterschied zwischen dem Mittellandkanal und dem Industriehafen beträgt 6 m. Im Jahre 2004 wurden 2.178 Schleusungen vorgenommen. Der Wasserbedarf für eine Schleusenfüllung beträgt 5.400 m³.

### Untere Schleuse

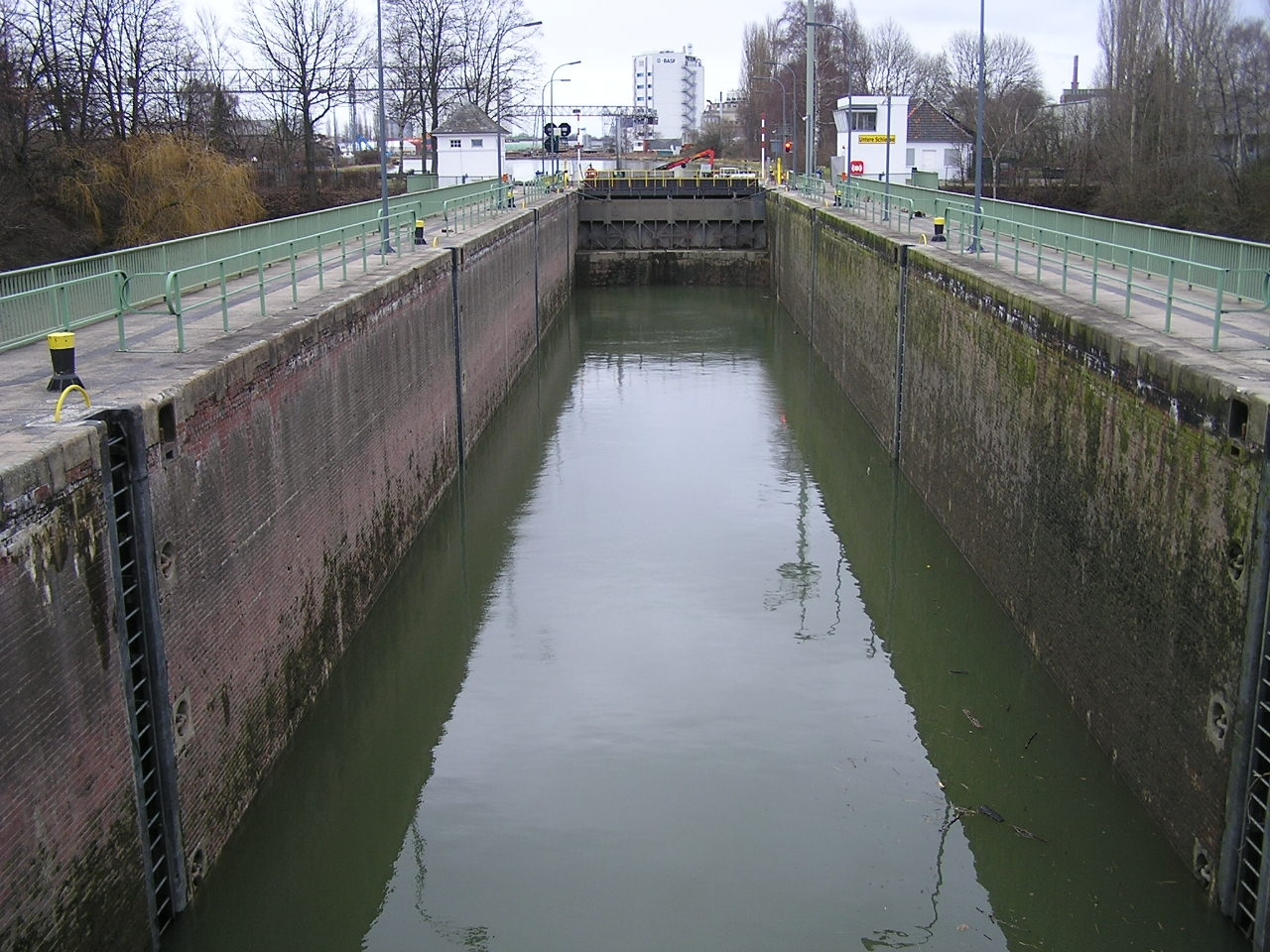
Blick in die Untere Schleuse

Die Untere Schleuse bei VKS-km 1,0 mit offenen Sparbecken wurde in den Jahren 1921–1925 gebaut. Sie hat eine nutzbare Kammerlänge von 82 m und eine Kammerbreite von 12,50 m. Die größere Breite sollte den teilweise 12 m breiten Raddampfern auf der Weser Gelegenheit geben, den Industriehafen zu erreichen. Der Höhenunterschied zwischen dem Industriehafen und der Weser beträgt je nach Wasserstand der Weser bis 7,08 m. Im Jahre 2004 wurden 2.171 Schleusungen vorgenommen. Der Wasserbedarf für eine Schleusenfüllung beträgt 8.400 m³.

### Industriehafen
Die beiden Schleusen des Südabstiegs sind durch einen zwei Becken umfassenden, städtischen Industriehafen mit Eisenbahnanschluss und den Verbindungskanal Süd verbunden.
Die Hafenbecken wurden zu unterschiedlichen Zeiten gebaut. Während das obere Becken gleichzeitig mit der Oberen Schleuse 1915 in Betrieb ging, wurde das untere Becken erst 1967 dem Verkehr übergeben. In letzter Zeit versucht man hier, durch einen Containerterminal eine bessere Verschiffung der Güter auf die Mittelweser zu erreichen. Dieses gelingt relativ erfolgreich, da durch den Mittelweserausbau Minden als Hinterland zu den Seehäfen mit nach wöchentlichen Fahrplänen verkehrenden Binnenschiffen zu betrachten ist. Weiterhin gibt es Planungen für einen neuen Containerhafen am östlichen Stadtrand von Minden am Mittellandkanal, den sogenannten RegioPort OWL.

## Pumpwerke

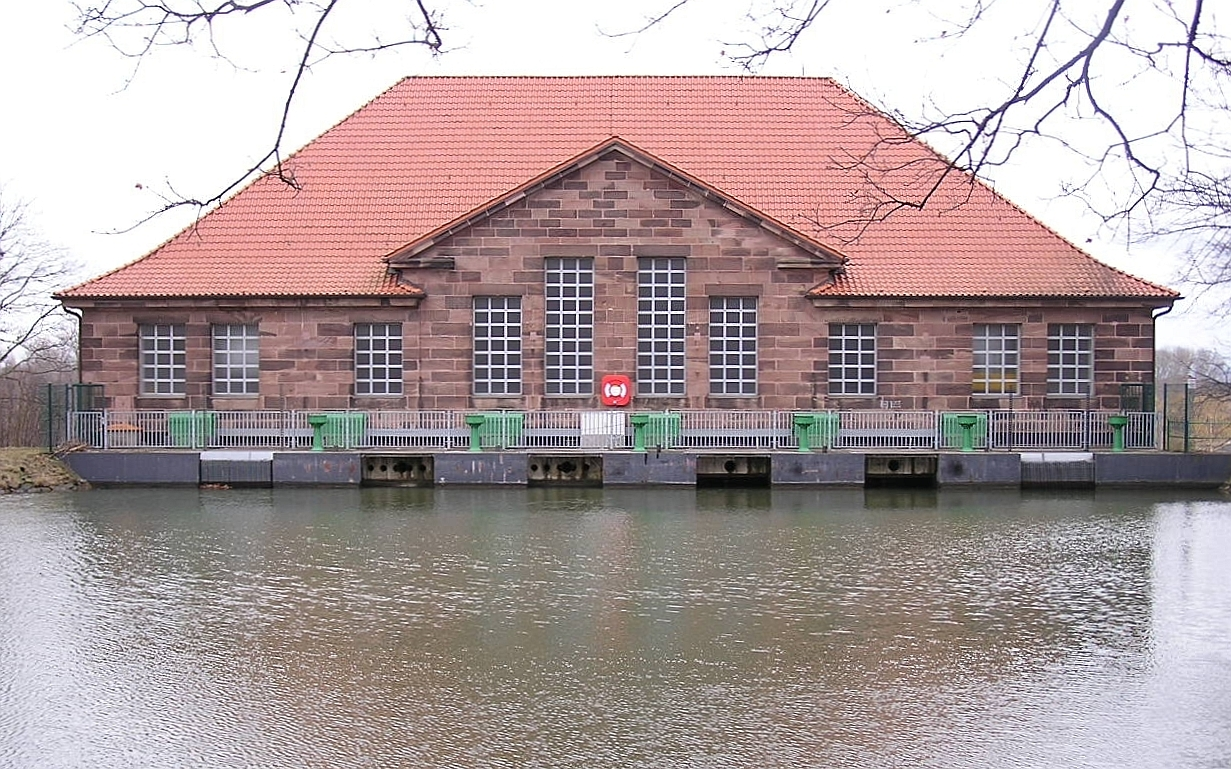
Das Hauptpumpwerk vom Kanal aus gesehen

Durch Verdunstung, Versickerung, Schleusenbetrieb sowie durch Entnahme von Verbrauchswasser wird dem Kanal ständig Wasser entzogen. Er muss daher über Pumpwerke mit Wasser aus Flüssen gespeist werden. Im Bereich des Wasserstraßenkreuzes Minden gibt es ein Haupt- und ein Hilfspumpwerk, das jeweils auf einer Seite der alten Kanalbrücke angeordnet ist.

### Das Hauptpumpwerk
Der Bereich des Mittellandkanals von der Schleuse Anderten bis zur Abzweigung aus dem Dortmund-Ems-Kanal wird überwiegend vom Hauptpumpwerk Minden mit Wasser aus der Weser versorgt. Das Hauptpumpwerk wurde in den Jahren 1912 bis 1914 erbaut und anschließend eingeweiht. Es liegt auf der linken Weserseite und südlich des Kanals. Neben der Einspeisung des Weserwassers in den Mittellandkanal wird durch das Ablassen von überschüssigem Wasser in die Weser Strom erzeugt. Die Hälfte des so erzeugten Stromes (insgesamt rund 500.000 kWh pro Jahr) wird für die Gebäude des Wasserstraßenkreuzes genutzt.
Das Hauptpumpwerk wird ursprünglich durch eine direkte Stromleitung vom Wasserkraftwerk der Staustufe Dörverden versorgt.
Von 1995 bis 1999 wurde das Hauptpumpwerk generalüberholt. Jährlich werden etwa 58 Millionen m³ Wasser gepumpt. Die Förderleistung beträgt 16 m³/s.

### Das Hilfspumpwerk
Das Hilfspumpwerk Minden befindet sich am rechten Weserufer und wurde in den Jahren 1911–1914 erbaut. Die Förderleistung beträgt 4 m³/s. Da im Normalfall der Wasserbedarf des Mittellandkanals durch das Hauptpumpwerk gedeckt wird, wird das Hilfspumpwerk nur benötigt, um die Pumpen des Hauptpumpwerks zu ergänzen oder bei Trockenlegung der Kanalbrücke den östlichen Teil des Mittellandkanals bis Hannover mit Wasser zu versorgen. Durch den Bau der zweiten Kanalbrücke ist der Durchfluss über die Brücke nun so erhöht worden, dass das Hilfspumpwerk de facto nicht mehr nötig ist.

## Sperrtore
Zur Absicherung des Wasserstraßenkreuzes befindet sich westlich und östlich im Mittellandkanal jeweils ein Sperrtor, mit dem der Kanal abgeriegelt werden kann. Das westliche Tor befindet sich in der Höhe von Hahlen, das östliche in der Höhe von Dankersen. Die Sperrtore benötigen für eine normale Öffnung oder Schließung jeweils sechs Minuten, im Notfall ist eine Absenkung des Sperrtores in vier Minuten möglich, in diesem Fall wird das Tor mittels des Eigengewichtes gesenkt und lediglich abgebremst. Die Tore werden alle vier Wochen in verkehrsarmen Zeiten auf Funktion geprüft.
Insgesamt ist das Wasserstraßenkreuz mehrfach abgesichert: Sollten die Kanalbrücken gesperrt werden, so können Schiffe bis 80 Meter Länge und 10 Meter Breite über den Nordabstieg bzw. Südabstieg zur Weser geschleust werden und die andere Kanalseite jenseits des Wesertals über die die Kanalbrücke führt erreichen.

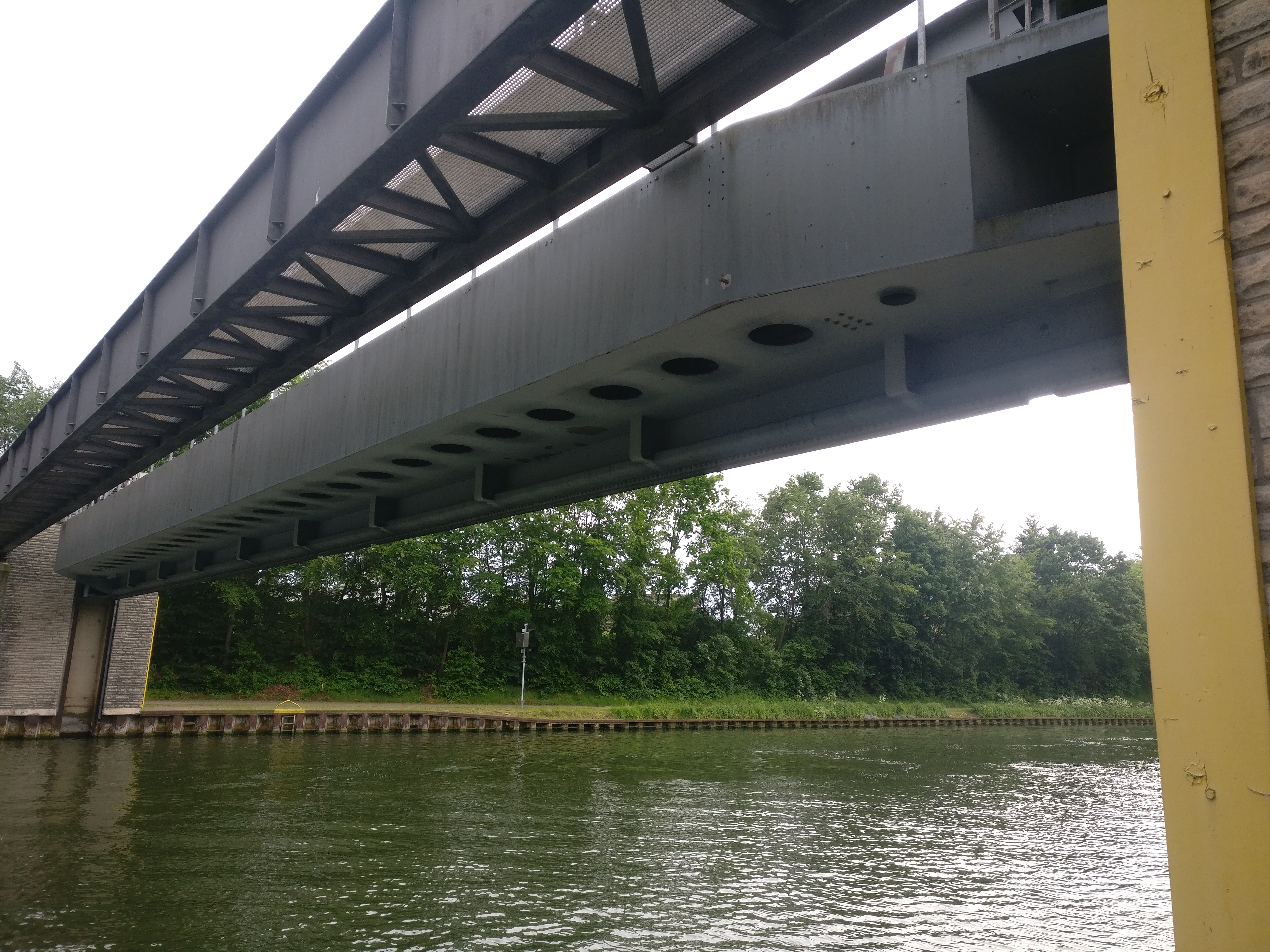
Nahaufnahme des Sperrtors Hahlen
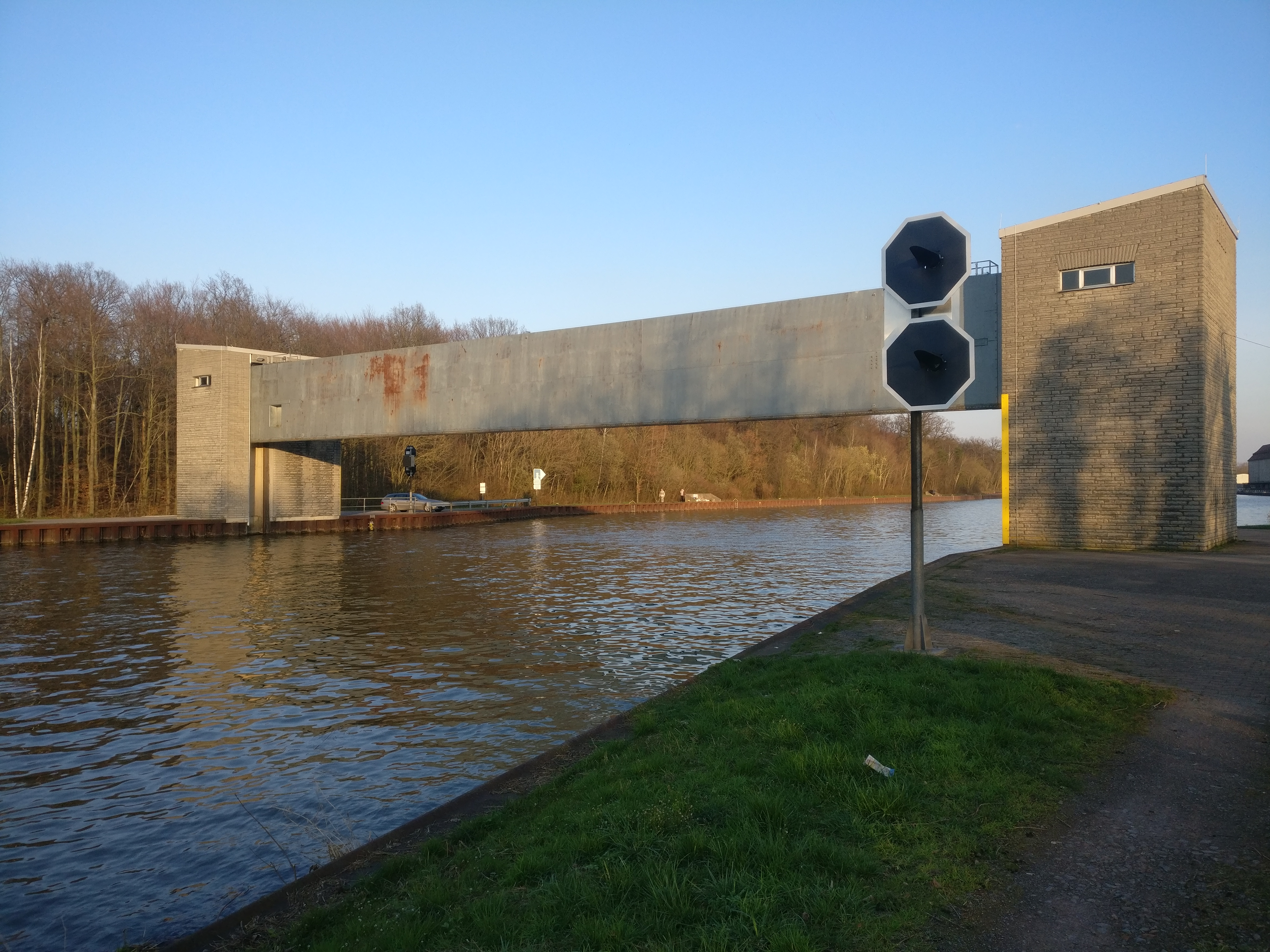
Sperrtor Dankersen

## Informationszentrum

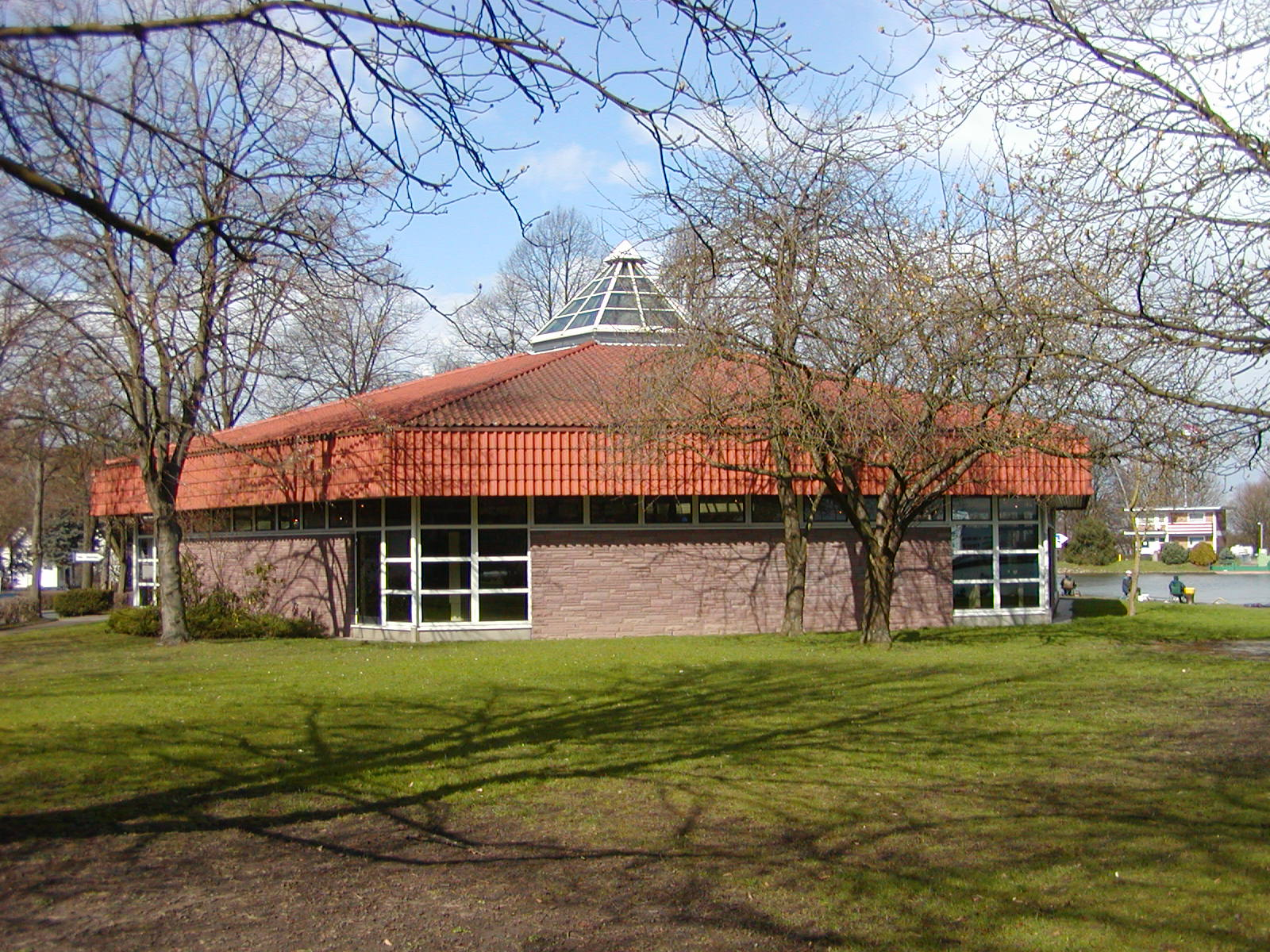
Das Informationszentrum

Das Wasserstraßen- und Schifffahrtsamt Mittellandkanal / Elbe-Seitenkanal betreibt im Rahmen der Öffentlichkeitsarbeit in unmittelbarer Nähe der Schachtschleuse Minden ein Informationszentrum mit einer umfangreichen Ausstellung. Anhand von Schrift- und Bildwänden, Videofilmen, Computern und einer Vielzahl von Modellen informiert die Ausstellung über das deutsche Wasserstraßennetz. Ein Teil der Ausstellung ist dem Wasserstraßenkreuz Minden, dem Mittellandkanal und der Weser gewidmet. Das Informationszentrum ist in den Wintermonaten geschlossen.

## Leo-Sympher-Denkmal

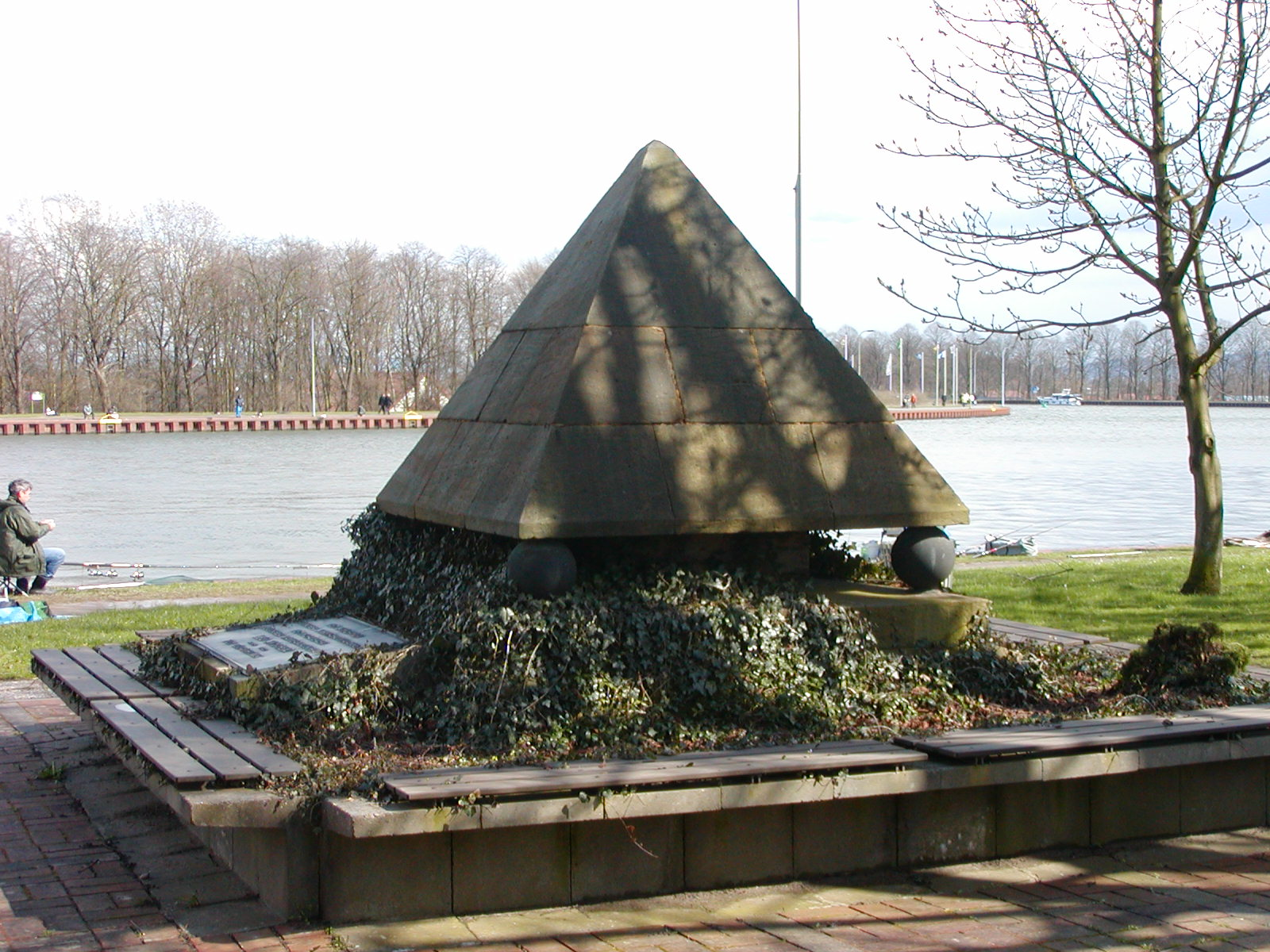
Leo-Sympher-Denkmal

Innerhalb der Anlagen des Wasserstraßenkreuzes Minden befindet sich vor dem Informationszentrum ein Denkmal, das an den preußischen Ministerialdirektor Leo Sympher erinnert. Sympher wurde am 19. Oktober 1854 in Hann. Münden als Sohn eines hannoverschen Offiziers geboren und war Bauingenieur mit dem Arbeitsschwerpunkt Wasserbau. Er war maßgeblich am Bau des Nord-Ostsee-Kanals beteiligt und wurde deshalb 1899 in das Preußische Ministerium der öffentlichen Arbeiten berufen, um sich dem Ausbau der preußischen Wasserstraßen zu widmen.
Planung und Ausführung des Mittellandkanals als Verbindung zwischen Ems, Weser und Elbe am Südrand des Norddeutschen Tieflands, insbesondere des Wasserstraßenkreuzes von Mittellandkanal und Weser, sind sein Hauptwerk. Von Leo Sympher wurden im Einzugsbereich der Weser die Edertalsperre mit 202 Millionen m³ und die Diemeltalsperre mit 20 Millionen m³ Inhalt errichtet. Diese sollen im Sommerhalbjahr Zuschusswasser in die Weser als Ersatz für die in Minden zu entnehmenden Wassermengen zur Versorgung des Kanals liefern und einen gleichmäßigen Wasserstand der Oberweser erreichen.